# Nhị Kiều

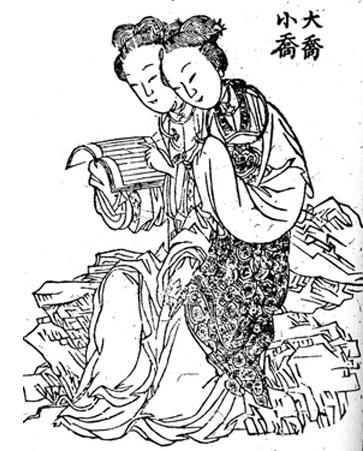
Tranh vẽ Nhị Kiều trong Bách mỹ nhân tân vịnh đồ truyện (百美人新詠圖傳)

Nhị Kiều của Giang Đông (chữ Hán: 江東二喬), là hai chị em sống tại huyện Hoàn, quận Lư Giang (廬江; nay là huyện Tiềm Sơn, tỉnh An Huy), xứ Đông Ngô, đầu thời kỳ Tam Quốc trong lịch sử Trung Quốc. Danh tính thật của hai chị em chưa được biết đến, vì vậy để đơn giản đời hậu thế gọi người chị là Đại Kiều (大喬; Kiều lớn) và người em là Tiểu Kiều (小喬; Kiều nhỏ).
Đại Kiều lấy Tôn Sách, người lập nên nhà Đông Ngô của thời Tam Quốc, trong khi Tiểu Kiểu kết hôn với Chu Du, danh tướng, nhà quân sự tài ba của Tôn Sách và Tôn Quyền.

## Tam quốc diễn nghĩa và giai thoại
Trong tiểu thuyết Tam quốc diễn nghĩa của La Quán Trung, tương truyền Kiều Huyền (喬玄) hay Kiều Công (橋公), chủ nhân của Kiều gia trang, gần vùng núi của quận Cối Kê xứ Giang Đông, khu vực bờ nam sông Dương Tử, có hai người con gái được mô tả là những tuyệt thế giai nhân thời Tam Quốc.
Đại Kiều được mô tả là cô gái nhu mì, đẹp trầm lặng, đôi mắt diễm lệ nhưng đa sầu, tính cách hiền hậu, nhút nhát, sống nội tâm và tình cảm, nàng thích công việc nữ công gia chánh, thêu thùa, nấu ăn, chăm sóc hoa lá. Tiểu Kiều dung mạo xinh đẹp, thông minh, thích đọc sách, đánh đàn, ngắm hoa và làm thơ. Cả hai đều là tài nữ đương thời.
Sau khi chiếm được Uyển Thành (hay Hoãn Thành), Lư Giang, Tiểu bá vương Tôn Sách cùng bạn Chu Du đến thăm Kiều gia trang và trước vẻ đẹp danh bất hư truyền, hai chàng tướng trẻ tuổi đã cầu hôn hai nàng họ Kiều. Đại Kiều kết hôn với Tôn Sách và Tiểu Kiều kết hôn với Chu Du.
Hai chị em được xem một trong những nguyên nhân gây ra Trận Xích Bích, bởi Tào Tháo ngưỡng mộ nhan sắc hai nàng Kiều đã lâu, muốn tấn công xứ Giang Đông để bắt hai nàng Kiều về cho riêng mình. Trong chương 44, trong một cuộc đối thoại giữa Gia Cát Lượng và Chu Du, Lượng bảo rằng ông có một kế hoạch để buộc quân Tào Tháo rút lui, đó là cống nộp hai nàng Kiều cho Tào, và Lượng bày tỏ rằng ông không biết ai là người mà hai nàng sẽ lấy. Khi Du hỏi Lượng có bằng cớ gì không, Lượng bảo có nghe Tào Tháo ra lệnh con trai Tào Thực làm thơ với tựa đề là Đồng Tước đài phú (銅雀臺賦), và Lượng đọc lại bài thơ và chỉ rõ ý đồ của Tào. Mưu khích tướng của Lượng đã thành công, Chu Du tỏ ra vô cùng phẫn nộ và tức giận, quyết tâm liên minh với Lưu Bị để chống Tào.
Biết rằng Tiểu Kiều xinh đẹp như tiên nữ, nhưng mấy người biết rằng, nàng có một cuộc gặp gỡ kì lạ như thế. Cô gái nhỏ từng yên tâm vì có lời hứa của người ta, đồng thời nói rõ với cha nàng. Nhưng tiếc là cha nàng qua đời quá sớm, làm hỏng chuyện tốt của con gái, về tình và lý đều không được như ý, phải gả cho Chu Lang.
Mặc dù Tiểu Kiều có tâm nhưng tâm không sâu, mặc dù có tình nhưng tình không nặng. Đây là kiểu phụ nữ thiếu mưu lược, cho dù diện mạo như tiên, cũng không được hạnh phúc. Còn Đại Kiều, đối với việc kết hôn của Tiểu Kiều, dường như có chút tính toán, nhưng lại giúp cha hại em gái, chỉ có thể nói là dùng trí tuệ vào lầm chỗ. Như vậy, hai nàng nhị Kiều đều không có kết thúc tốt đẹp.
Hồng nhan bạc mệnh, số phận nghiệt ngã ập đến hai mỹ nhân khi cả hai phu quân đều yểu mệnh, Tôn Sách bị ám sát khi chưa đầy 25 tuổi, Chu Du bị trọng thương và mất tại Nam Quận. Sau đó, những thông tin về hai nàng Kiều vẫn chưa rõ, tương truyền hai nàng trở lại Kiều gia trang để ẩn cư và sống thầm lặng quãng đời còn lại.

### Mâu thuẫn lịch sử
Theo chính sử Tam quốc chí, Kiều Huyền mất vào năm 183 trong khi hai chị em họ Kiều lấy Tôn Sách và Chu Du vào năm 200, vì thế Kiều Huyền không thể có mặt tại thời điểm kết hôn giữa họ. Vì thế, rất khó để cho rằng hai chị em họ Kiều là con gái của Kiều Huyền. Bên cạnh đó, chữ Hán cho từ Kiều trong tên của họ nên là 橋 thay vì 喬, nhưng kể từ khi 喬 là một phần biệt hiệu của họ (tên do hậu thế gọi, không phải tên thật), giả thuyết họ là con gái của Kiều Công là điều có thể.
Đồng Tước đài (銅雀臺) được xây dựng vào mùa đông năm 210 gần 3 năm sau khi kết thúc Trận Xích Bích. Bài Đồng Tước đài phú của Tào Thực được viết vào năm 212, hai năm sau khi công trình hoàn thành. Bên cạnh đó, bài thơ trong Tam quốc diễn nghĩa có chứa đựng thêm 7 dòng không có trong bản gốc của Tào Thực được ghi lại trong Tam quốc chí. Vì vậy, câu chuyện Gia Cát Lượng sử dụng bài phú để kích động sự phẫn nộ của Chu Du đối với Tào Tháo trong Tam quốc diễn nghĩa hoàn toàn là hư cấu, và, tất nhiên, hai chị em họ Kiều không phải là nguyên nhân dẫn đến trận thủy chiến Xích Bích.

## Thơ văn

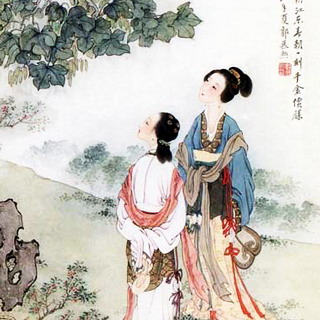
Tranh bích họa cổ về hai chị em họ Kiều, Tiểu Kiều (trái), Đại Kiều (phải).

Về sắc đẹp tuyệt thế của hai nàng Kiều, thời Tam quốc có câu:
"Giang Đông hữu Nhị Kiều; Hà Bắc Chân Mật tiếu"
Hai chị em gắn liền với điển tích đài Đồng Tước, nguyên nhân gây ra đại chiến Xích Bích, mở đầu qua bài thơ "qua tay" Gia Cát Lượng của Tào Thực
"...Lãm nhị Kiều ư đông nam hề,
Lạc triêu tịch chi dữ cộng..."
Dịch nghĩa:
"...Tìm hai Kiều nam phương về sống,
Vui cùng nhau giấc mộng hồi xuân..."
Đỗ Mục cũng nhắc đến điển tích này trong bài thơ Xích bích hoài cổ: 
Đông phong bất dữ Chu lang tiện 
Đồng Tước xuân thâm toả nhị Kiều 
Trong Truyện Kiều của Nguyễn Du, câu thứ 156: "Một nền Đồng Tước khóa xuân hai Kiều" cũng mượn điển tích này.

## Gia đình

### Đại Kiều
- Chồng: Tôn Sách.
- Con: Tôn Thiệu, con trai sinh sau khi Tôn Sách mất.

- Cháu:

1. Tôn Phụng (孫奉), con trai và người nối nghiệp của Tôn Thiệu, bị Tôn Hạo hành hình vì tham gia vào mưu đảo chính bất thành.

### Tiểu Kiều
- Chồng: Chu Du.
- Con:

1. Chu Tuần (周循), con trai trưởng, lấy con gái của Tôn Quyền là Tôn Lỗ Ban, tướng lĩnh nhà Ngô, cũng chết trẻ.
2. Chu Dận (周胤), con trai thứ, tướng lĩnh nhà Ngô, chết vì lâm bệnh.
3. Con gái, lấy con trai cả của Tôn Quyền là Tôn Đăng, sau sinh được ba người con.